# Ligitas Kernagis
Ligitas Kernagis (* 26. August 1963 in Ramygala, Rajon Panevėžys, Litauische SSR) ist ein litauischer Sänger, Musiker und ehemaliger Politiker (Mitglied des Seimas).

## Leben
Nach dem Abitur 1981 an der 1. Mittelschule Jonava absolvierte Kernagis 1986 ein Studium an der  Fakultät für Elektrotechnik des Kauno politechnikos institutas in Kaunas und wurde Ingenieur. Von 1986 bis 1988 war er Ingenieur bei  „Jonavos azotinių trąšų gamykla“ (Azotas) und von 1988 bis 1991 im Chemiebetrieb Kėdainiai  (jetzt „Lifosa“).
Von 1988 bis 1993 war er Mitglied der Musikgruppe „Prologas“ am Kulturhaus Kėdainiai, von 1993 bis 1997 Solist. Ab 1991 trat außerhalb der Gruppe „Prologas“  aiuch solo auf und betätigte sich als Autor der Pop-Musik Projekte „Išdykėlė“ und „Lietuviškos dažnutės“.
Von 2008 bis 2012 war Kernagis in der Tautos prisikėlimo partija (TPP) Mitglied des Parlaments Seimas. Ab November 2012 ist er Gehilfe und Sekretär des Seimas-Mitglieds Aurelija Stancikienė (Drąsos kelias).
Seit 2010 ist er Mitglied der Krikščionių partija.